# Jesús Yana
Jesús Manuel Yana (* 28. Januar 1992) ist ein peruanischer Leichtathlet, der im Langstrecken- und Hindernislauf an den Start geht.

## Sportliche Laufbahn
Erste Erfahrungen bei internationalen Meisterschaften sammelte Jesús Yana im Jahr 2009, als er bei den Jugendweltmeisterschaften in Brixen mit 9:09,01 min in der ersten Runde im 3000-Meter-Lauf ausschied. 2013 belegte er dann bei den Südamerikameisterschaften in Cartagena in 9:22,07 min den neunten Platz über 3000 m Hindernis und im Jahr darauf belegte er bei den U23-Südamerikameisterschaften in Montevideo in 3:51,92 min den siebten Platz im 1500-Meter-Lauf und wurde in 9:14,42 min Sechster im Hindernislauf. 2019 gelangte er bei den Südamerikameisterschaften in Lima nach 14:46,33 min auf Rang vier im 5000-Meter-Lauf und klassierte sich mit 9:04,25 min auf dem neunten Platz über die Hindernisse.
2013 wurde Yana peruanischer Meister über 3000 m Hindernis und 2019 siegte er im 5000-Meter-Lauf.

## Persönliche Bestzeiten
- 1500 Meter: 3:51,75 min, 8. August 2014 in Lima
- 3000 Meter: 8:25,6 min, 16. April 2016 in Lima
- 5000 Meter: 13:58,75 min, 30. September 2017 in Lima
- 3000 m Hindernis: 8:55,62 min, 4. Mai 2019 in Lima